# Pseudophorellia hansoni
Pseudophorellia hansoni är en tvåvingeart som beskrevs av Allen L.Norrbom 2006. Pseudophorellia hansoni ingår i släktet Pseudophorellia och familjen borrflugor.
Artens utbredningsområde är Costa Rica. Inga underarter finns listade i Catalogue of Life.